# 야마나시 가쿠인 대학
야마나시 가쿠인 대학(山梨学院大学, Yamanashi Gakuin University)은 야마나시현 고후시 사카오리에 본부를 둔 일본 사립 대학이다. 1962년에 설치되었다. 대학 약칭은 山学(야마가쿠), 山学大(야마가쿠대), 山梨学大(야마나시가쿠다이) 또는 YGU(와이지유).

### 건학 정신 (교훈·이념)
야마나사가쿠인대학교 건학 정신 (교육 철학)는 "본교는 덕을 나무 덩굴 것을 이상으로한다."등으로 이루어진 건학 이념 바탕으로 "본교는 일본 문화에 대한 깊은 이해와 넓은 국제적 시야를 가지고 사회에 공헌하는 인간의 육성을 목표로 풍부한 교양과 창의력을 갖춘 인격 형성을 도모한다. "고되어있다.

### 교육 및 연구
- 현재 법학부, 경영 학부, 건강 영양 학부, 국제 교양 학부, 스포츠 과학부의 5 학부 6학과와 대학원 사회 과학 연구과의 1 연구과로 이루어진 종합 대학이다. 또한 " 대학 컨소시엄 야마나시 "단위 호환 사업 참여 대학 간 학점 교환 제도를 실시하고있다.
- 종합 대학으로, 특히 사회적 요구가 높은 산학관 연계, 지역 사회와의 공동 연구 및 위탁 연구 등의 추진을 실시하고있다.
- 전 학부 전학과에 연중 제의 필수 과목으로 '기초 연습'이라는 수업 과목이 있으며, 이는 소규모 단위 (1 명의 교원이 20 명 정도의 학생을 담당)에서 열리는 대학 입문 자체 강의이다. 또한 합동 강의도 진행된다.

### 학풍 및 특색

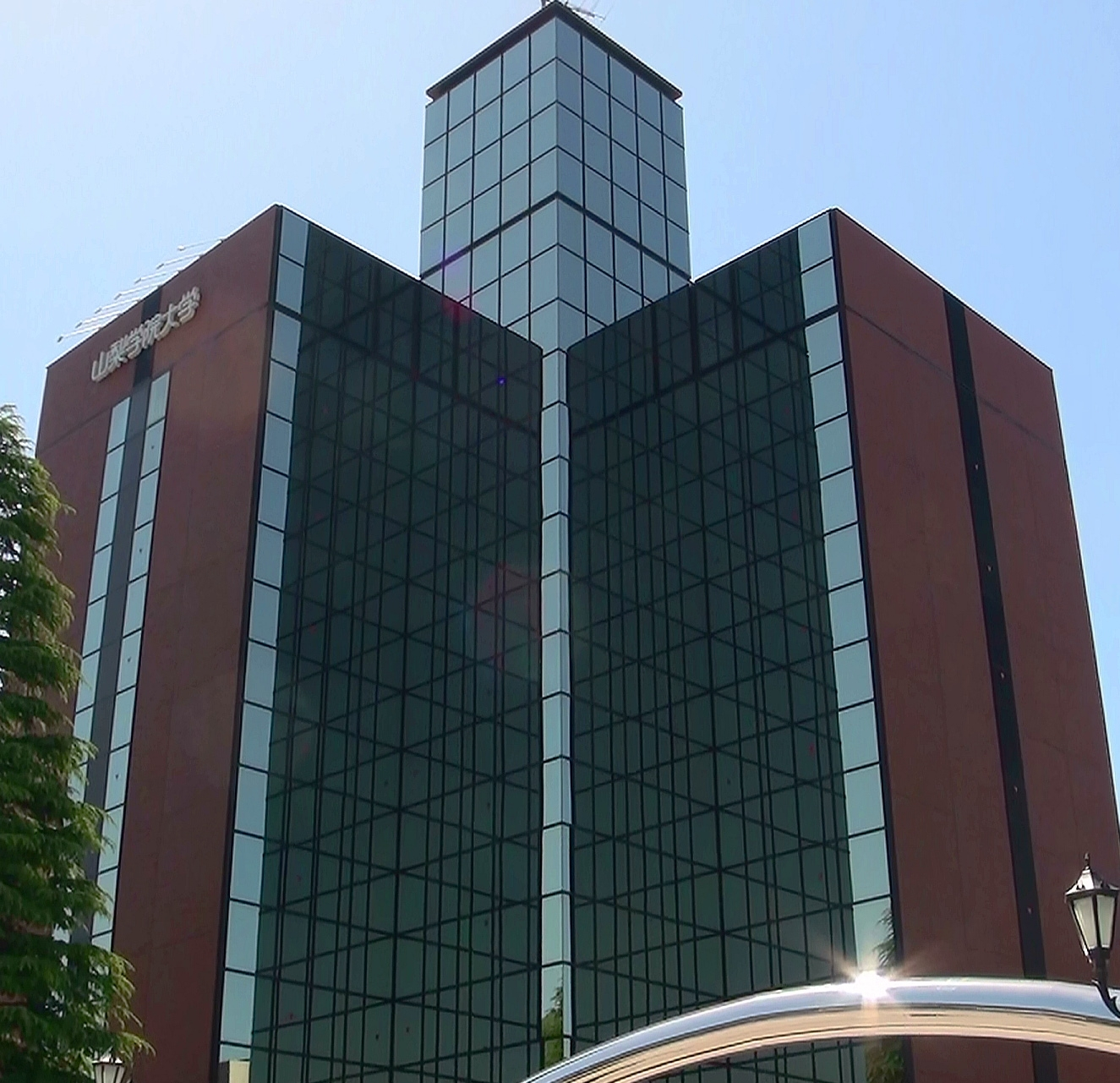
에프엠 고후 스튜디오가있는 크리스탈 타워

- 설치자의 학교 법인 야마나시 학원 은 유치원에서 대학과 대학원까지 가지는 종합 학원이다.
- 공무원 취업 자수 (법 · 정치 학계)에서 법학부는 취업자 총 431 명 중 76 명 (비율 17.6 %), 이것은 주오 대학, 도쿄 대학, 교토 대학에 이어 4 위에 랭크되어있다 (2002년 3월 졸업자 졸업 후의 진로 설문 조사 : 카와이 학원 의 전국 정보 센터 조사). 이 배경에는 전임 강사에 의한 경찰 · 소방 코스, 국가 공무원, 지방 공무원 고급 과정의 지원 프로그램 시험 대책 강좌를 마련하고 있기 때문에이며, 취업면에서는 공무원 중심의 대학을자인하고있다. 자위관, 경찰관, 소방관 이되는 사람도 많고, 주간 다이아몬드 가 실시한 2011년도 대학 취업률 조사에 따르면, 소방관이 전국 4 위, 경찰관이 전국 5 위, 자위관이 전국 9 위를 차지 있다.
- 커뮤니티 방송국 인 ' 에프엠 고후 」의 스튜디오가 캠퍼스 내에 있다.

## 기초 데이터

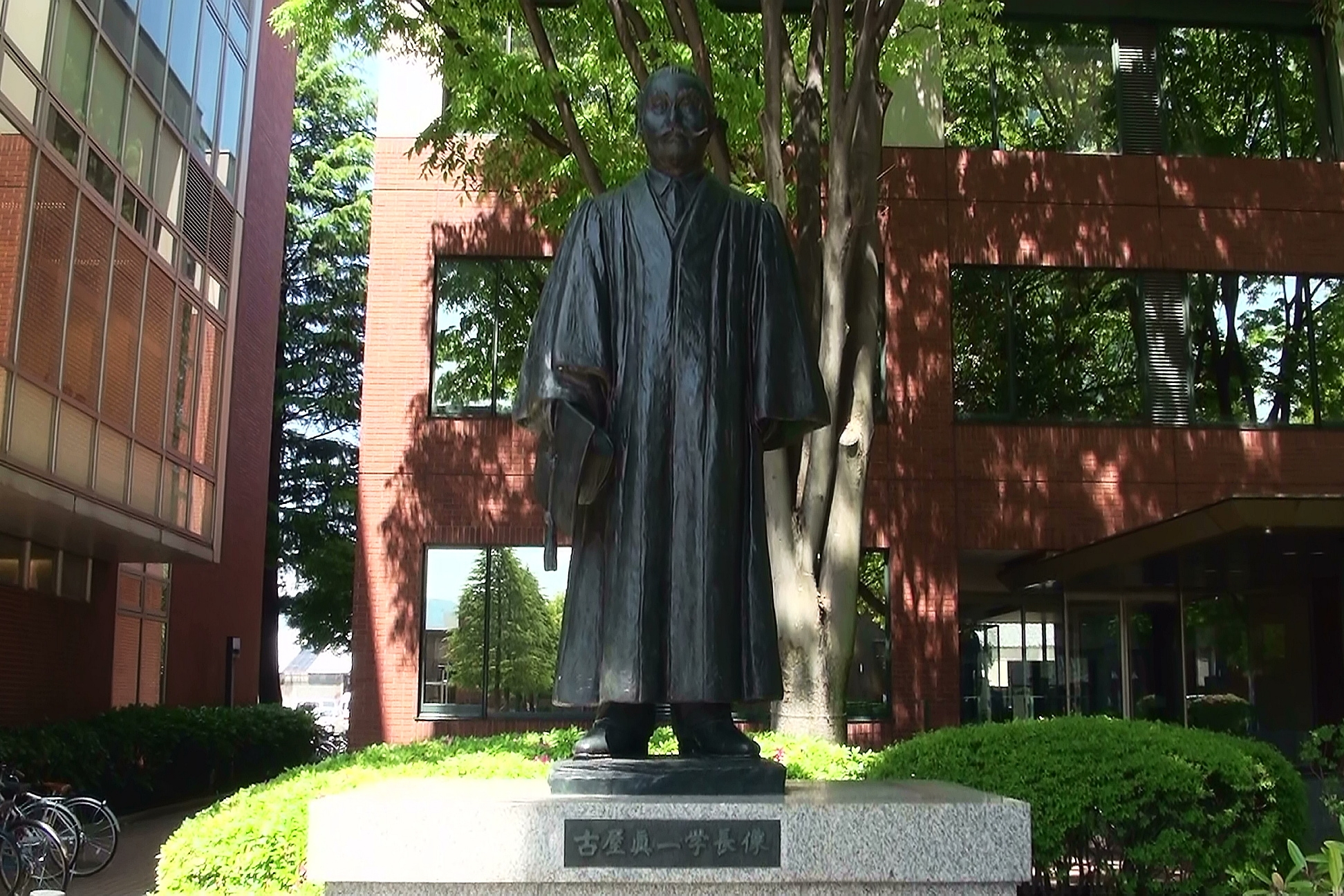
설립자 : 후루야 마코토 학장 상

### 약력
1946년 후루야 마코토에 의해 야마나시 현 고후시 사쿠라 마치 (현 동시 중앙 )에 설립 된 야마나시 실천 여고 학원 (후에 야마나시 여고 등 학원 야마나시 고등 학원으로 개칭)이 전신. 1948년에 현재 위치 이전하고 1951년 이를 모체로 야마나시 학원 단기 대학 (영양과 <현 식품 영양과> 설치)을 개교하고 1953년에는法経科을 증설했다. 1962년에 단기 법경과를 4년제 대학으로 개편하고山梨学院大学(법학부 법학과 설치)로 개교했다.

### 연표
- 1946년 야마나시 현 고후시 사쿠라 마치 (현 동시 중앙) 야마나시 실천 여고 학원 (후에 야마나시 여고 등 학원 야마나시 고등 학원으로 개칭)를 설립
- 1948년 현재 위치로 이전
- 1951년 야마나시 학원 단기 대학 (영양과 <현 식품 영양과> 설치)을 개교
- 1953년 단기에 법경과를 증설 (1962년 학생 모집을 정지하고 4년제 대학 <山梨学院大学법학부 법학과>로 개편)
- 1962년 법학부 법학과를 설치
- 1965년 상학부 상학과를 설치
- 1987년 상학부에 경영 정보학과 증설
- 1991년 법학부에 행정학과를 증설
- 1994년 상학부 경영 정보학과를 개편하여 경영 정보 학부 경영 정보학과를 설치 (2016년 학생 모집을 정지)
- 1995년 대학원 공공 정책 대학원 (석사 과정)을 개설
- 2000년 대학원 공공 정책 대학원 사회 과학 연구과로 개칭
- 2002년 법학 행정학과 정치 행정학과로 개칭
- 2004년 대학원 법무 연구과 (법과 대학원) (전문직 학위 과정)을 개설 (2016년 학생 모집을 정지
- 2007년 상학부 상학과 현대 비즈니스 학부 현대 비즈니스학과로 개칭
- 2010년 건강 영양 학부 관리 영양학과를 설치
- 2015년 국제 교양 학부 국제 교양학과를 설치
- 2016년 스포츠 과학부 스포츠 과학과를 설치
- 2019년 현대 비즈니스 학부 현대 비즈니스학과 경영 학부 경영학과로 개칭

## 시설

### 위치
- 캠퍼스 (야마나시현 고후시 사카오리 2-4-5)

### 상징
- 교장은 "카지 잎"을 모티브로 디자인 한 것으로 그 중앙부에는 「大學」의 문자가 배치되어있다.
- 마크는 "YGU"의 "Y"의 문자를 디자인 한 것으로 각종 학생 스포츠 등에 사용되고있다.
- 학교 색상 은 프 러시안 블루 (남색 파란색).
- 마스코트는 영양 (야마나시 현의 짐승)를 모티브로 한 '알티'& '베키'이다. 이것은 학교 창립 60주년(2006년)을 기념 해 제정 된 것으로 각종 학생 스포츠의 응원 등에 등장한다. 또한 애칭의 「최후」& 「벡키 "는 교장의 모티브 인 카지 잎에서 유래 칠석 전설의 견우 (아루)와 직녀 (베가)에서 명명되어있다.

## 교육 및 연구

### 조직

#### 학부
- 법학부
  - 법학과
  - 정치 행정학과

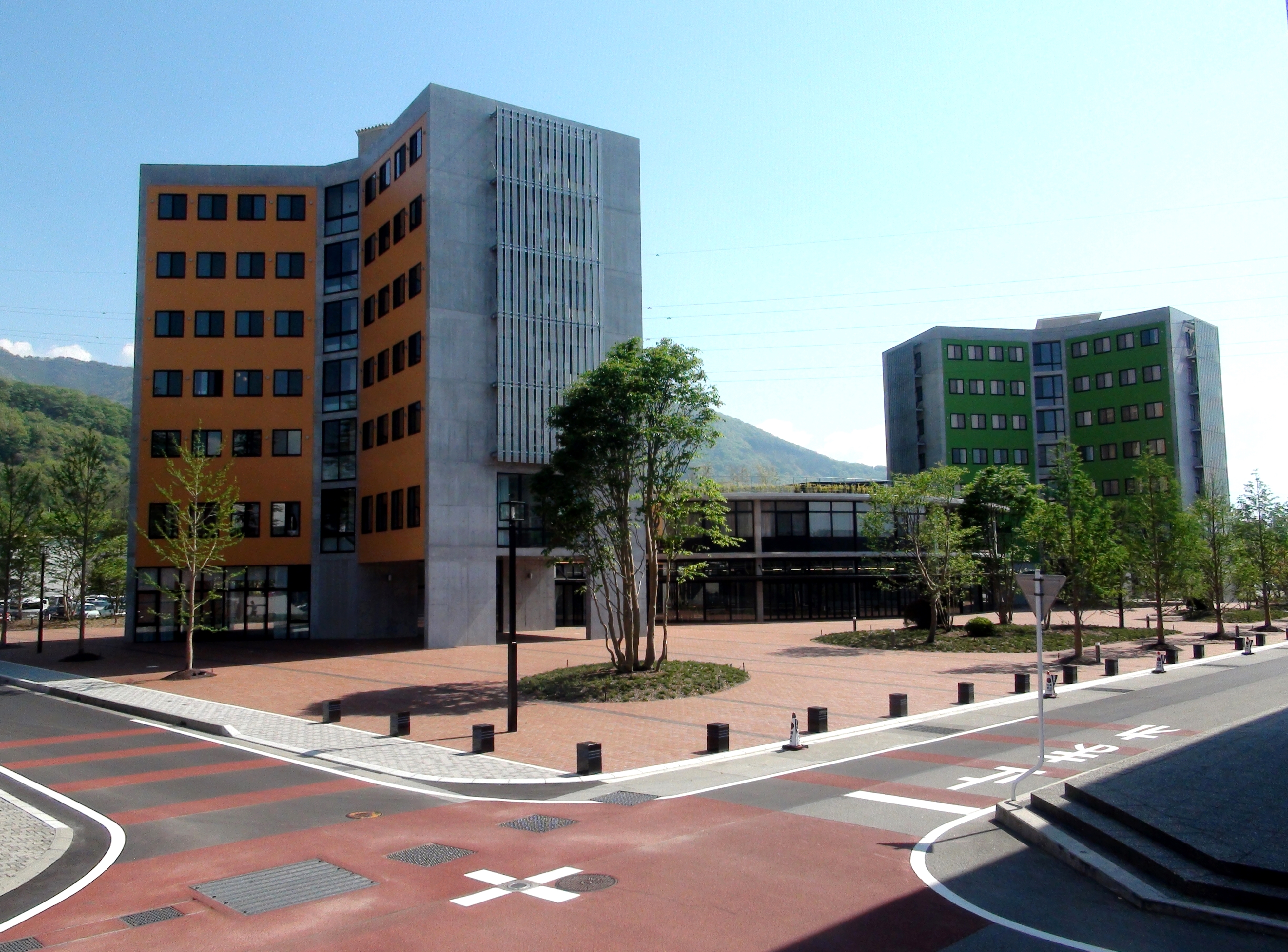
국제 교양 학부

- 경영 학부 (2007년 상학부를 현대 비즈니스 학부 로 개칭하고 2019년 현대 비즈니스 학부를 개칭)
  - 경영학과 (2007년 상학과를 현대 비즈니스학과로 개칭하고 2019년 현대 비즈니스학과를 개칭)
- 건강 영양 학부
  - 관리 영양학과
- 국제 교양 학부 (2015년 설치)
  - 국제 교양학과 (2015년 설치)
- 스포츠 과학부 (2016년 설치)
  - 스포츠 과학과 (2016년 설치)

#### 대학원
- 사회 과학 연구과
  - 공공 정책 전공 (석사 과정)

#### 단기 대학
- 야마나시 학원 단기 대학
  - 식품 영양과
    - 영양사 코스
    - 파티쉐 코스

  - 보육과
  - 전공과
    - 보육 전공

#### 부속 기관
- 로컬 거버넌스 연구 센터
- 경영학 연구 센터
- 정보 기반 센터
- 평생 학습 센터
- 국제 교류 센터
- 대학 스포츠 센터
- 종합 도서관
- 정보 플라자 Seeds
- 홍보 스튜디오
- 퍼블리시티권 센터

### 교육
- 특색있는 대학 교육 지원 프로그램
  - 학생 챌린지 제도
- 법과 대학원 등 전문직 대학원 형성 지원 프로그램

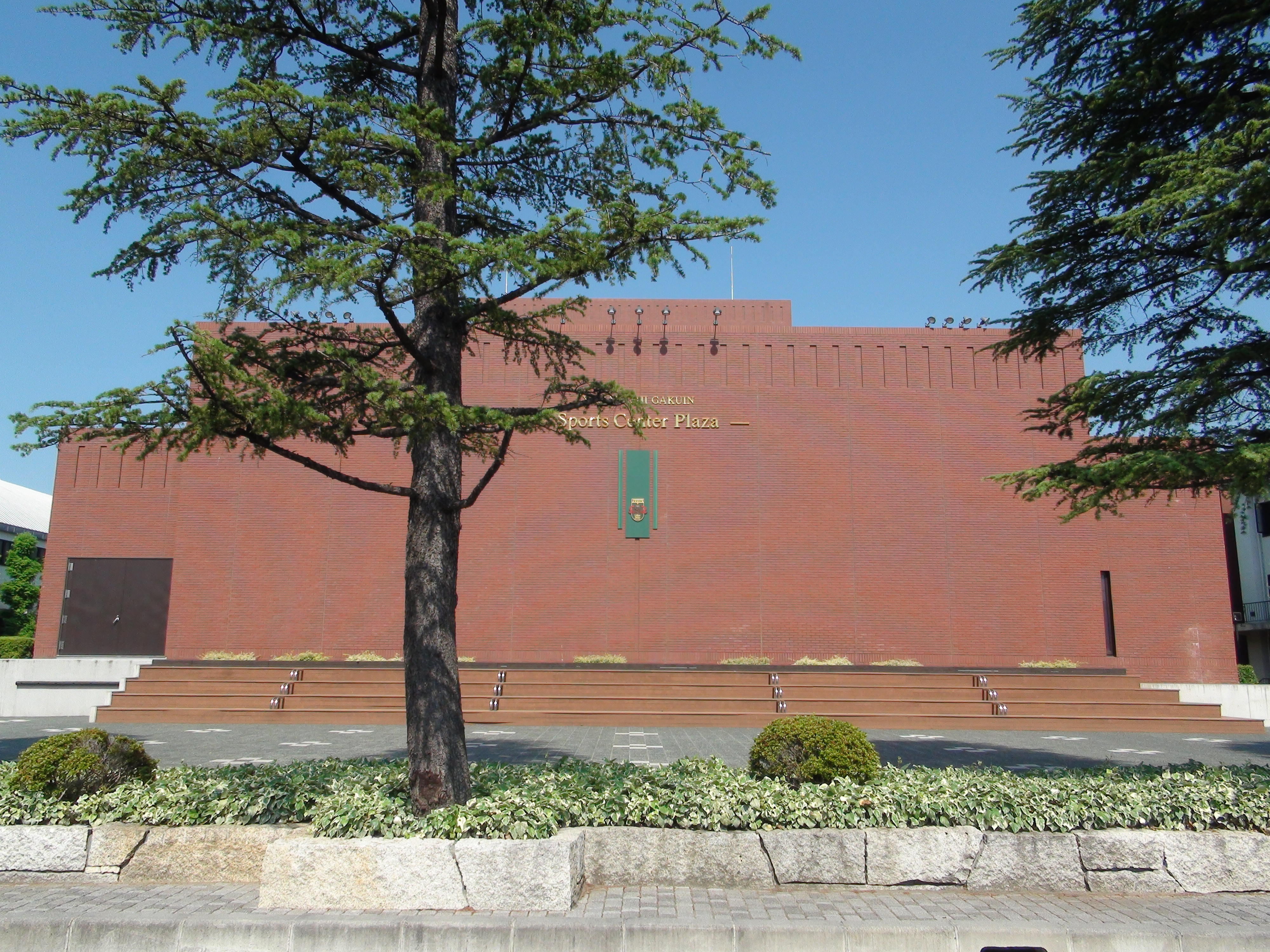
스포츠 센터 플라자

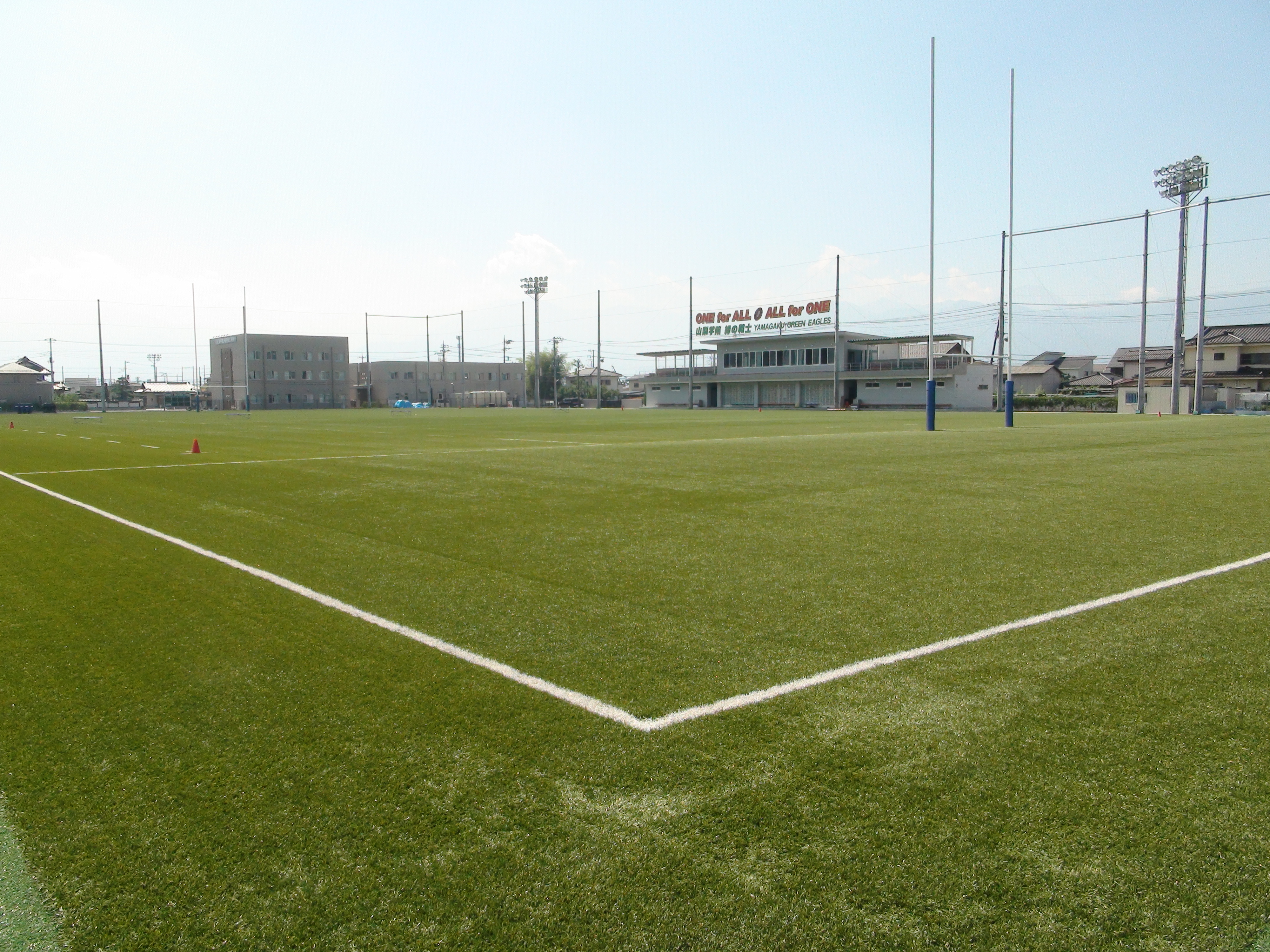
和戸 럭비 장

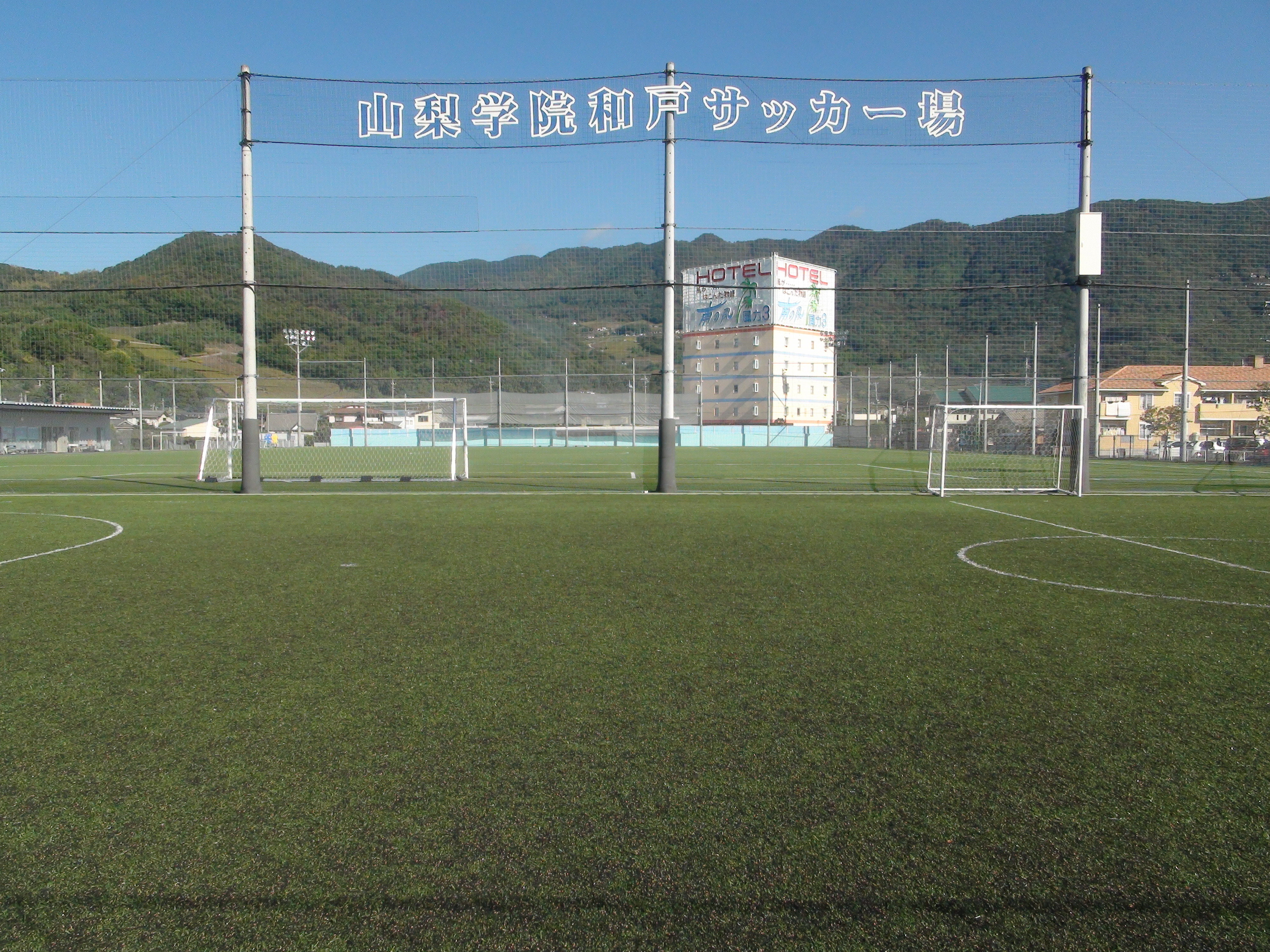
和戸 축구장

  - 실무 교육 추진 프로그램

### 스포츠

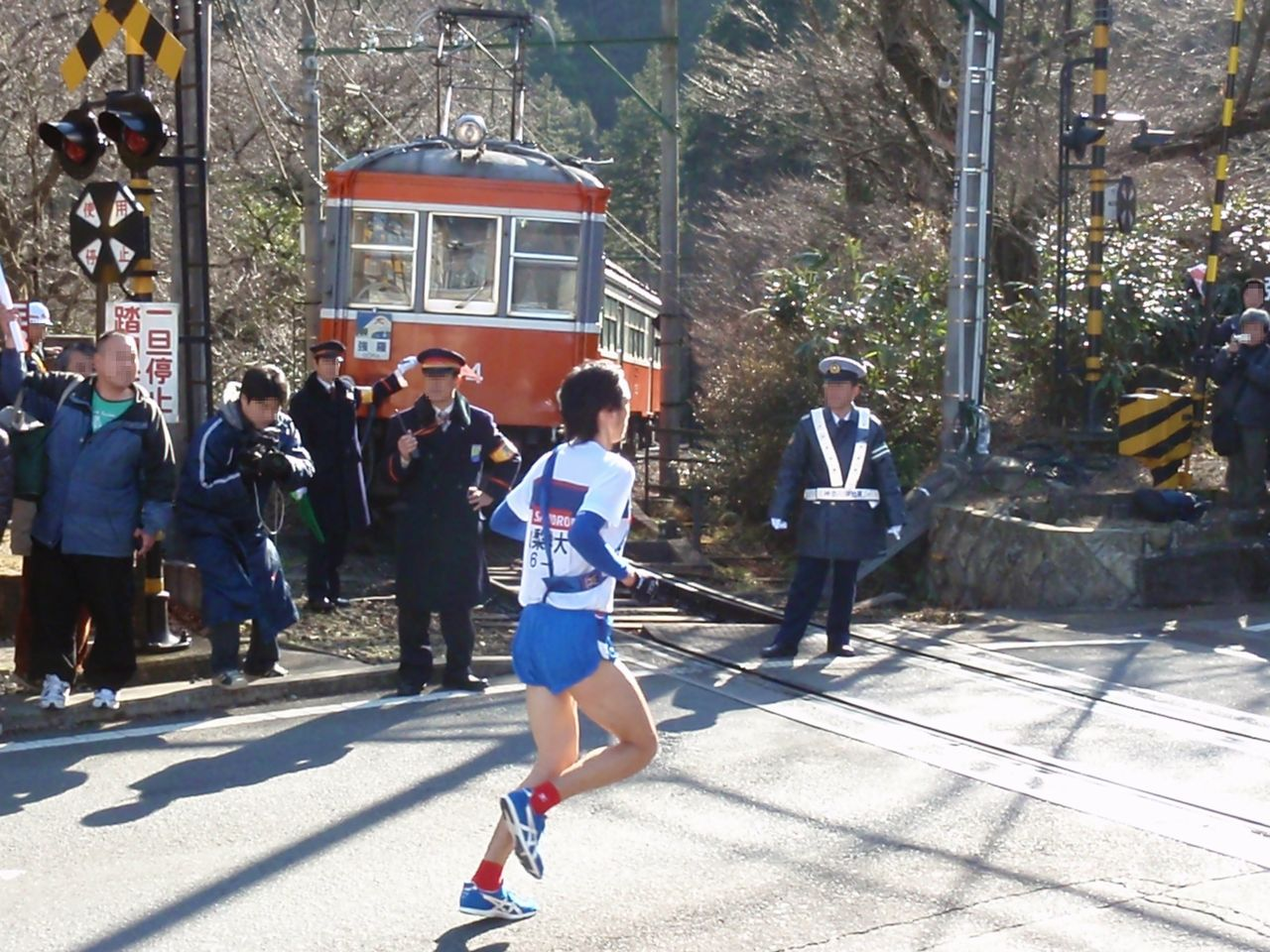
하코네 역전 5구 등산에 도전 야마나사가쿠인대학교 선수

- 야마나시 가쿠인 대학은 2004년도 JOC 수상 스포츠의 최고 선수 지원 상을 수상했다.

- 육상 경기 부는 하코네 역전에 1987년 제 63 회 대회 이후 연속 출전하고있는 것으로 전국적으로 잘 알려진 종합 우승도 3 회 (제 68 · 70 · 71 회 대회) 재생할 수 있다. 또한 종합 시간에서 11 시간의 벽을 처음으로 깬 (제 70 회 대회 : 10 시간 59 분 13 초) 대학이기도 하다 (현재 코스는 일부 다르다). 덧붙여서,이 역전에는 2019년 기준 33년 연속 33번째 출전하고있다. 또한 "山梨学院大学 하코네 역전 이야기」(사토 마코토 가위의 야마나시 고향 문고 1993년 간행)이 출판되고있다.

- 레슬링 부는 일본 레슬링 협회 와 PRIDE (프라이드)의 협력을 얻어 '판 크라 티온 팀'을 발족했다.

- 하키부는 남자 · 여자 모두 하키 일본 리그 에 참가하고있다.

- 는 동계 올림픽에 일본 대표 선수를 다수 배출하고있다.

- 교통 : JR 중앙선 사 카오리 역 하차 도보 3 분, JR 미노 부 선 젠 코지 역 하차 도보 15 분, 중앙 고속 버스 고후 선 (이사와 경유) 다른 각 노선에서山梨学院大学버스 정류장 하차 도보 0 분

- 지방 의회 개혁을 위한 연대 협정 ( 2008년 체결)
  - 야마나시 현 昭和町 의회
    - 전국 최초의 로컬 거버넌스 제휴를 통해 2008년에는 쇼와 의회 회의장에서이 대학의 학생들이 모의 국회 개최가 실현되었다. 이 시험은 학생의 유연한 아이디어를 행정 및 교육, 복지의 향상에 도움이 되려고 및 실시 된 것이다.
- "건강 · 영양 · 식육」에 관한 협력 협정 ( 2009년 체결)
  - 야마나시 현
    - 야마나시 현민의 건강과 영양, 식육의 추진을 야마나시 현과 같은 대학과 제휴 해 임하는 것을 목적으로하는 것이다.
- "관광 · 환대 '에 관한 협력 협정 ( 2011년 체결)
  - 야마나시 현
    - 야마나시 관광 산업 발전과 관광에 종사하는 인재 육성, 관광 진흥에 기여를 목적으로하는 것이다.
- 재해시 지원에 관한 협약 (2011년 체결)
  - 고후시
    - 지진 등 대규모 재해가 발생했을 경우, 고후시와 동일한 시내 4 개 대학 (山梨学院大学, 야마나시 대학, 야마나시 현립 대학, 야마나시 에이와 대학)이 제휴가 깊어지면서 피해자 등 지원을 추진해 나갈 것 있다.

### 다른 대학과의 협정
- 방송대
- "대학 컨소시엄 야마나시"단위 호환 사업은 2007년 1월에山梨学院大学을 포함한 참여 7 대학 간의 학점 교환에 관한 협정이 체결되었다.
  - 단위 호환 사업 참여 대학
    - 山梨学院大学
    - 야마나시 대학
    - 야마나시 현립 대학
    - 야마나시 에이와 대학
    - 身延山대학
    - 야마나시 학원 단기 대학
    - 테이 쿄 학원 단기 대학
- 해외 학술 교류 협정 교 · 자매교
  - 미국
    - 퍼시픽 대학 (오리건주) : 자매 결연 (1986년 체결)
    - デモイン・エリア・コミュニティ・カレッジ(영어판) (아이오와주) : 자매 결연 (1990년 체결)
    - 위버 주립 대학교 ( 유타 ) : 학생 수용 협정 (1999년 체결)
    - 오리건 대학교 : 학생 수용 협정 (2001년 체결)
    - ソルトレイク・コミュニティ・カレッジ(영어판) (유타) : 학생 수용 협정 (2002년 체결)

  - 중국
    - 남개 대학 (톈진시) : 자매 결연 · 학점 교환 제휴 (1993년 체결)
    - 중국 인사 과학 연구원 (베이징시) : 학술 교류 협정 (1994년 체결)
    - 푸단 대학 (상하이시) : 학술 교류 협정 (1996년 체결)
    - 潘陽체육 학원 (潘陽시) : 학술 교류 협정 (1999년 체결)
    - 천진 사회 과학원 (천진시) : 학술 교류 협정 (2000년 체결)
    - 상하이 인사 국 공공 행정 인력 자원 연구소 (상하이시) : 학술 교류 협정 (2000년 체결)
    - 베이징 어언대학 (베이징시) : 학술 교류 협정 · 학점 교환 협정 (2001년 체결)
    - 베이징 대학 국제 관계 학원 (베이징시) : 학술 교류 협정 (2001년 체결)
    - 시안 자오퉁 대학 (시안시) : 학술 교류 협정 (2001년 체결)
    - 난창 대학 (장시성) : 학술 교류 협정 · 학점 교환 협정 (2004년 체결)

  - 대만
    - 푸런 대학 (신베이시) : 자매 결연 (1998년 체결)
    - 永達기술 학원 (핑둥현) : 학술 교류 협정 (2001년 체결)

  - 러시아
    - 국립 사할린 대학교 (사할린주) : 학술 교류 협정 (2002년 체결)
    - 극동 연방 대학교 (블라디보스토크시) : 학술 교류 협정 (2004년 체결)

  - 독일
    - 밤베르크 대학 (바이에른주) : 자매 결연 (2002년 체결)

  - 이탈리아
    - 발레 다오 스타 주립 대학 (아오스타시) : 학술 교류 협정 (2009년 체결)
- 국제 교양 학부의 교환 유학 제휴 · 편입 제휴
  - 교환 유학으로 현재 전세계 50 개 이상의 대학과 제휴를 체결하고, 동 대학의 학생들은이 중 하나의 대학에 1년 간 유학하고 일정 학점을 취득할 수 필수로되어있다. 또한이 대학에서이 대학에 교환 학생도 입학을 허용하고있다. 이 밖에 아라무 대학 (미국 인디애나 주) 편입 제휴를 체결하고있다.

### 입학전형
현재 야마나시 가쿠인 대학은 한국인 유학생 선발을 위하여 영어전형인 iCLA (국제리버럴아츠학부)와 일본어전형인 법학부와 경영 학부 3개학부에서 진행하고 있다.
한국 거주자는 야마나시 가쿠인 대학  한국사무소 지정장소에서 온라인(스카이프 등을 이용한 면접) 및 필기 시험을 치르고, 합격여부는 약 2주일 후에 발표된다.
- 야마나시 학원 단기 대학
- 야마나시 학원 고등학교
- 야마나시 학원 중학교
- 야마나시 학원 초등학교
- 야마나시 학원 유치원